# Pietro Isvalies
Pietro Isvalies, dit le cardinal d'Oristano (né à Messine et mort à Césène le 22 septembre 1511) est un cardinal italien du XVIe siècle. Sa famille est d'origine espagnole.

## Repères biographiques
Isvalies est chanoine et vicaire général à Messine. Il est protonotaire apostolique et gouverneur de Rome. En 1497 il est nommé archevêque de Reggio Calabria.
Isvalies est créé cardinal par le pape Alexandre VI lors du consistoire du 28 septembre 1500. Le cardinal Isvalies est légat a latere en Hongrie et Pologne. Il est nommé administrateur apostolique de Veszprém en 1503, d'Orense en 1508 et de Messine en 1510. Isvalies est nommé légat à Bologne et en Romagne et archiprêtre de la basilique Saint-Pierre en 1511.
Le cardinal Isvalies ne participe pas au premier conclave de 1503, lors duquel Pie III  est élu, mais participe au deuxième conclave de 1503 (élection de Jules II).